# Chionellidea
Chionellidea é um gênero de traça pertencente à família Agonoxenidae.